# Mokhtar Didouche
Mokhtar Didouche (en arabe : مختار ديدوش), est un homme politique algérien né le 24 février 1956.
Il est Ministre du Tourisme et de l’Artisanat de mars 2023 à novembre 2024.

## Biographie
Architecte de formation, il est diplômé de l'École polytechnique d'architecture et d'urbanisme (EPAU) d'Alger.